# 那須ビューホテル
那須ビューホテル（なすビューホテル）は、かつて栃木県那須郡那須町にあったリゾートホテルである。日本ビューホテルによって運営されていた。湯本地区の高台にあり、那須高原を一望できた。

## 概要
日本ビューホテルがビューホテルブランドを立ち上げた1号店で、1960年（昭和35年）に開業した。地上7階建て、客室は97室で収容人数は500名。リゾートホテルとして数種のレストラン、テニスコートにプール。高原でのウェディングにヴァンヴェール教会などがある。大浴場のほかに露天風呂があり、露天風呂には1300年前に発見されたといわれている那須温泉郷湯本温泉、鹿の湯の源泉を引湯している。日本ビューホテルが1953年に那須観光株式会社として設立され、那須地区の観光産業の発展を足がかりに全国区に進出した経緯から、「ビューホテル発祥の地」と位置づけられている。
建て替えのため、2010年（平成22年）1月3日に閉館した。なお、敷地内には那須ビューホテルと同じく日本ビューホテルが運営する「那須高原ホテルビューパレス」があり、2019年現在も営業されている。

## アクセス
東北新幹線・東北本線那須塩原駅下車。バスで那須湯本まで約50分。
東北本線黒磯駅下車。路線バスで那須湯本まで約35分。
高速バス那須リゾートエクスプレスが、新宿駅、東京駅から出ている。
那須塩原駅から予約制の無料シャトルバス、周遊バスが出ている。
東北自動車道那須インターチェンジより約20分。